# 羅斯塔河
羅斯塔河是俄羅斯的河流，位於科拉半島北部，由摩爾曼斯克州負責管轄，河道全長12公里，最終注入科拉灣，該河是鱒魚的棲息地。
69°02′N 33°04′E / 69.033°N 33.067°E